# جاي تي براون
جاي تي براون (بالإنجليزية: J. T. Brown)‏ هو عازف ساكسفون أمريكي، ولد في 2 أبريل 1918 في مسيسيبي في الولايات المتحدة، وتوفي في 24 نوفمبر 1969 في شيكاغو في الولايات المتحدة.

## وصلات خارجية
- جاي تي براون على موقع ميوزك برينز (الإنجليزية)
- جاي تي براون على موقع أول ميوزيك (الإنجليزية)
- جاي تي براون على موقع ديسكوغز (الإنجليزية)